# 조선에서 왔소이다
《조선에서 왔소이다》는 2004년 11월 6일부터 2004년 12월 19일까지 방영된 문화방송의 토요시트콤이다. 처음 12부작으로 기획되었지만 방송 4회 만에 조기종영 결정이 내려져서 7회에 방송이 중단되었다.
한편, 이 프로그램은 당초 토요일 오후 7시에 방영되어 왔으나 동시간대 버라이어티 프로그램에 밀려 고전을 면치 못하자 2004년 12월 12일부터 일요일 오후 4시로 옮겼다.
아울러, 2004년 12월 11일부터 느낌표 2기가 시작되면서 일부 프로그램이 시간대를 조정함에 따라 월요일 밤 11시로 옮겨갈 예정이었지만 이런저런 사정 때문에 무산되자 2004년 12월 12일부터 일요일 오후 4시로 이동했다.
이 같은 연속 시간대 변경에서 생긴 혼란 탓인지 8%대의 시청률로 고전을 면치 못하자 조기종영(12→7)되는 수모를 당했는데 전 축구선수 장대일이 6회(2004년 12월 12일)부터 고정합류하여 연기활동을 시작하기도 했다.

## 등장 인물

### 주요 인물
- 이성진 : 윤덕형 역

1600년대 인조시대를 살던 철부지 양반댁 도령으로 할 줄 아는 것 하나도 없다. 어느 날 우연히 초자연적 현상에 휘말려 몸종 삼식과 함께 2004년 서울로 떨어지게 된다.
- 조여정 : 이한솔 역

철없는 아버지와 오빠를 대신해 집안의 가장 노릇을 하고있다. 현재 요리학원을 다니고 있으며, 앞으로 자기 이름을 내건 음식점을 여는 게 꿈이다.
- 최창익 : 삼식 역

덕형네 집에서 부리던 머슴으로 비범한 머리와 재주를 지녔으나 종놈이라는 이유로 아무런 꿈도 품지 못한다. 현대로 건너오게 된 뒤 대한민국 사회에 잘 적응한다.
- 서동원 : 안박사 역

본명 안대용. 타임머신을 연구하는 괴짜 과학도다. 자신이 만든 타임머신을 타고 조선시대로 가려고 했으나, 어찌된 일인지 조선에서 덕형과 삼식이 날아오게 된다.

### 그밖의 인물
- 윤문식
- 최주봉 : 한솔의 아버지 역
- 이화선 : 희아 역
- 신현탁 : 현탁파 보스 역
- 장대일(6회부터 중도합류) : 와타나베 역

### 특별 출연
- 정태우 : 봉림대군 역

덕형의 친구. 덕형이 과거로 돌아왔을 때 효종 임금이 되어 있다.

## 회차별 부제
| 회차  | 방송일           | 부제               |
| ----- | ---------------- | ------------------ |
| 제1회 | 2004년 11월 6일  | 조선에서 왔소이다  |
| 제2회 | 2004년 11월 13일 | 삼식이를 찾습니다  |
| 제3회 | 2004년 11월 20일 | 조선양반 아니외다  |
| 제4회 | 2004년 11월 27일 | 서글퍼라 양반팔자  |
| 제5회 | 2004년 12월 4일  | 돌고도는 사랑타령  |
| 제6회 | 2004년 12월 12일 | 왕의 친구 맞소이다 |
| 제7회 | 2004년 12월 19일 | 성탄전야 난리났네  |